# Carlos José Tissera
Carlos José Tissera (ur. 10 września 1951 w Río Cuarto) – argentyński duchowny katolicki, biskup Quilmes od 2011.

## Życiorys

### Prezbiterat
Święcenia kapłańskie otrzymał 7 kwietnia 1978 i został inkardynowany do diecezji Río Cuarto. Pracował przede wszystkim jako duszpasterz parafialny, zaś w latach 1983–1992 był ojcem duchownym i rektorem diecezjalnego seminarium.

### Episkopat
16 listopada 2004 Jan Paweł II mianował go biskupem diecezji San Francisco. Sakry biskupiej udzielił mu 6 lutego 2005 ówczesny biskup Río Cuarto, Ramón Artemio Staffolani.
12 października 2011 został przeniesiony na urząd ordynariusza diecezji Quilmes, zaś 17 grudnia 2011 kanonicznie objął tenże urząd.